# Aksel Wellejus
Aksel Wellejus (født 7. januar 1924 i Roskilde, død 13. juli 2015) var en dansk dirigent. Han var søn af Theodor Wellejus, og lillebror til Henning Wellejus. Aksel Wellejus har dirigeret alle store danske orkestre og Den Jyske Opera
Han var fra 1953 til 68 kapelmester ved Odense Symfoniorkester og Odense Teater. Fra 1968 til 1980 dirigerede han Tivolis Symfoniorkester og og senere fast gæstedirigent. Han var ind til 1994 docent og leder af orkesteret på Det Fynske Musikkonservatorium. 
Aksel Wellejus modtog modtog Musikanmelderringens Kunstnerpris helt tilbage i 1956 og senere Dansk Kapelmesterforenings Hæderspris og Dansk KapelmesterforeningsHæderslegat, og blev udnævnt til Ridder af Dannebrog.